# Levente Hozó
Levente Hozó (* 24. August 1975 in Miercurea Ciuc) ist ein ehemaliger rumänischer Eishockeyspieler und heutiger -trainer, der seine gesamte Karriere beim HSC Csíkszereda verbrachte, für den er in der rumänischen und der ungarischen Eishockeyliga sowie der MOL Liga spielte.

## Karriere

### Club
Levente Hozó, der der ungarischsprachigen Minderheit der Szekler in Rumänien angehört, verbrachte seine gesamte Karriere beim HSC Csíkszereda in seiner Geburtsstadt. Mit dem traditionellen Club der Szekler in Miercurea Ciuc gewann er 2000, 2004, 2007, 2008 und 2010 den Rumänischen Meistertitel. 2001, 2003, 2007, 2008 und 2010 gewann er mit dem HSC auch den rumänischen Pokalwettbewerb. Zudem konnte er mit dem Klub 2004 auch die Pannonische Liga, einen Wettbewerb südosteuropäischer Mannschaften, gewinnen. Neben seinen Einsätzen in der rumänischen Liga spielte er von 2006 bis 2008 mit dem HSC auch in der ungarischen Liga und anschließend bis 2010 in der multinationalen MOL Liga. 2010 beendete er seine Karriere, kehrte im Frühjahr 2015 aber kurzzeitig noch einmal für die Playoffs in der rumänischen Liga auf das Eis zurück.

### International
Hozó spielte international im Gegensatz zu anderen Szeklern, die für Ungarn antreten, für sein Geburtsland Rumänien. Bereits im Juniorenbereich war er bei Weltmeisterschaften aktiv: 1992 und 1993 nahm er an den U18-B-Europameisterschaften teil. Anschließend spielte er bei der U20-B-Weltmeisterschaft 1994 und der U20-C1-Weltmeisterschaft 1995.
Sein Debüt in der Herren-Nationalmannschaft gab Hozó bei der C-Weltmeisterschaft 1998. Auch 1999 und 2000 spielte er in der C-Gruppe der Weltmeisterschaften. Anschließend wurde er erst zehn Jahre später wieder für das Nationalteam berücksichtigt und nahm an der Weltmeisterschaft 2010 in der Division II teil.

## Trainerlaufbahn
Nachdem Hozó 2010 seine Karriere beendet hatte, war er bei der Weltmeisterschaft 2012 Assistenzcoach der rumänischen Nationalmannschaft in der Division I. In der Spielzeit 2013/14 war er Assistenztrainer des HSC Csíkszereda in der MOL Liga.

## Erfolge
- 2000 Rumänischer Meister mit dem HSC Csíkszereda
- 2001 Rumänischer Pokalsieger mit dem HSC Csíkszereda
- 2003 Rumänischer Pokalsieger mit dem HSC Csíkszereda
- 2004 Rumänischer Meister mit dem HSC Csíkszereda
- 2007 Rumänischer Meister und Pokalsieger mit dem HSC Csíkszereda
- 2008 Rumänischer Meister und Pokalsieger mit dem HSC Csíkszereda
- 2010 Rumänischer Meister und Pokalsieger mit dem HSC Csíkszereda

## MOL-Liga-Statistik
(Stand: Ende der Saison 2009/10)